# Sikorsky S-1
O Sikorsky S-1 foi o primeiro projeto de aeronave de asa fixa feito por Igor Sikorsky. Em Fevereiro de 1910 iniciou os trabalhos em um biplano com configuração por impulsão motorizado por um motor de 15 hp Anzani de três cilindros e refrigerado a ar. A máquina foi concluída em Abril e Sikorsky iniciou suas primeiras tentativas de voo. No início de Maio, uma tentativa de decolagem em um dia com bastante vento, a máquina voou devido basicamente ao forte vento de proa. Outras tentativas não foram tão bem sucedidas, o que levou Sikorsky a desmontá-lo e guardar a seção da asa para construir o S-2.